# Osmoy-Saint-Valery
Osmoy-Saint-Valery är en kommun i departementet Seine-Maritime i regionen Normandie i norra Frankrike. Kommunen ligger i kantonen Londinières som tillhör arrondissementet Dieppe. År 2022 hade Osmoy-Saint-Valery 313 invånare.

## Befolkningsutveckling
Antalet invånare i kommunen Osmoy-Saint-Valery
| Referens: INSEE |